# بيترس برنتيس
بيترس برنتيس (بالإنجليزية: Beatrice Prentice)‏ هي ممثلة أمريكية، ولدت في 1 سبتمبر 1884 في مقاطعة ساك في الولايات المتحدة، وتوفيت في 30 مايو 1977 في لوس أنجلوس في الولايات المتحدة.

## وصلات خارجية
- بيترس برنتيس على موقع IMDb (الإنجليزية)
- بيترس برنتيس على موقع قاعدة بيانات برودواي على الإنترنت (الإنجليزية)